# 梁实秋
梁實秋（1903年1月6日—1987年11月3日），名治华，字实秋，号均默，以字行。另有笔名子佳、秋郎、程淑等，中國著名的散文家、学者、文学評論家、辭書學家、翻譯家，籍貫浙江杭县（今杭州市餘杭区），出生於北京，國立臺灣師範大學文學院院長。他一生給中國文壇留下了兩千多萬字的著作，其散文集創造了中國現代散文著作出版的最高紀錄。

## 生平

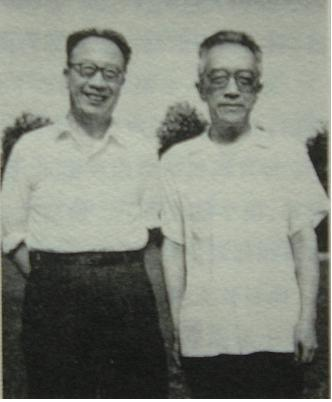
梁实秋（左）与胡适（右）在中央研究院

梁實秋的祖父梁芝山是河北沙河人，官至四品。父親梁熙咸原籍河北大興縣，幼年孤苦，幸被梁芝山領養。梁芝山卸任北歸時，曾在杭州停留，期間恰逢鄉試，梁芝山為使養子參加考試，將梁家的戶籍改為浙江錢塘。梁父畢業于京師同文館，為第一期學生，對金石、小學，頗有研究，供職于京師員警廳。
1903年1月6日，梁實秋出生於北京內務部街20號。梁實秋有11個兄弟姐妹，他排行老四，上有一個哥哥、兩個姐姐，下有7個弟妹。
1915年夏，梁實秋聽從父親的安排考入清华学校留美預備班，在校期间，与好友闻一多合作发表了《冬夜草儿评论》一书，得到远在日本的郭沫若来信称赞，与创造社结下了短暂的友谊。五四运动中梁实秋是学校运动积极分子，其与章宗祥之子同寝室。
1923年8月赴美留学，在科罗拉多泉的科罗拉多学院学习。
1924年夏，从科泉毕业后前往哈佛大学，途中在芝加哥与闻一多、罗隆基、何浩若、吴景超、时昭瀛等共同发起了国家主义团体“大江会”。梁实秋在哈佛大学攻读研究生，研究方向是西方文学和文学理论，受到白璧德新人文主义的影响；獲哈佛大學英文系哲學博士學位。
1926年回国后，先后任教于国立东南大学（后改为国立中央大学）、青岛大学（后改为国立山东大学）并任外文系主任兼图书馆馆长、北京師範大學；1927年，与徐志摩、闻一多创办新月书店，並任教於暨南大學外文系擔任教授。

1929年任上海《时事新报》副刊《青光》的编辑，兼任暨南大學外文系系主任。。
1927年到1936年间，梁實秋先後發表了數篇文學論文，表現了白璧德的影響，闡述了他對文學的中心思想，即只有人生和人性是文學應當的主題，因此引發他和鲁迅的论战，及左翼作家的圍攻，論戰主題包括“文学的阶级论与人性论”、“第三种人”、“硬译”等多个话题。梁实秋坚持将永恒不变的人性作为文学艺术和文学观，否认文学有阶级性，不主张把文学当作政治的工具，批评鲁迅翻译外国作品的“硬译”，不同意鲁迅翻译的苏俄“文艺政策”。被鲁迅批为“丧家的资本家的走狗”。
同時，梁也翻譯了《潘彼得》、喬治·艾略特的《織工馬南傳》、《塵世情緣》以及艾蜜莉·勃朗特的《咆哮山莊》等。
七七事變之後，梁隻身赴後方。抗戰時曾居重慶北碚雅舍，任國民參政會參政員、國立編譯館編纂。1938年梁在其編輯的重庆《中央日报》副刊《平明》上發表类似发刊词的《编者的话》，其中寫到：“现在抗战高于一切，所以有人一下笔就忘不了抗战。我的意见稍为不同。于抗战有关的材料，我们最为欢迎，但是与抗战无关的材料，只要真实流畅，也是好的，不必勉强把抗战截搭上去。至于空洞的‘抗战八股’，那是对谁都没有益处的。”此言論被批判者稱爲“抗战无关论”，梁再次受到左翼文人抨击，在重申其抗戰材料“最爲歡迎”、其它材料“也是好的”兩個觀點後不再應戰。
梁與左翼作家群體的理論矛盾使其與共產黨關係不佳。1942年毛泽东在《延安文艺座谈会上的讲话》中把梁实秋定为“为资产阶级文学服务的代表人物”。

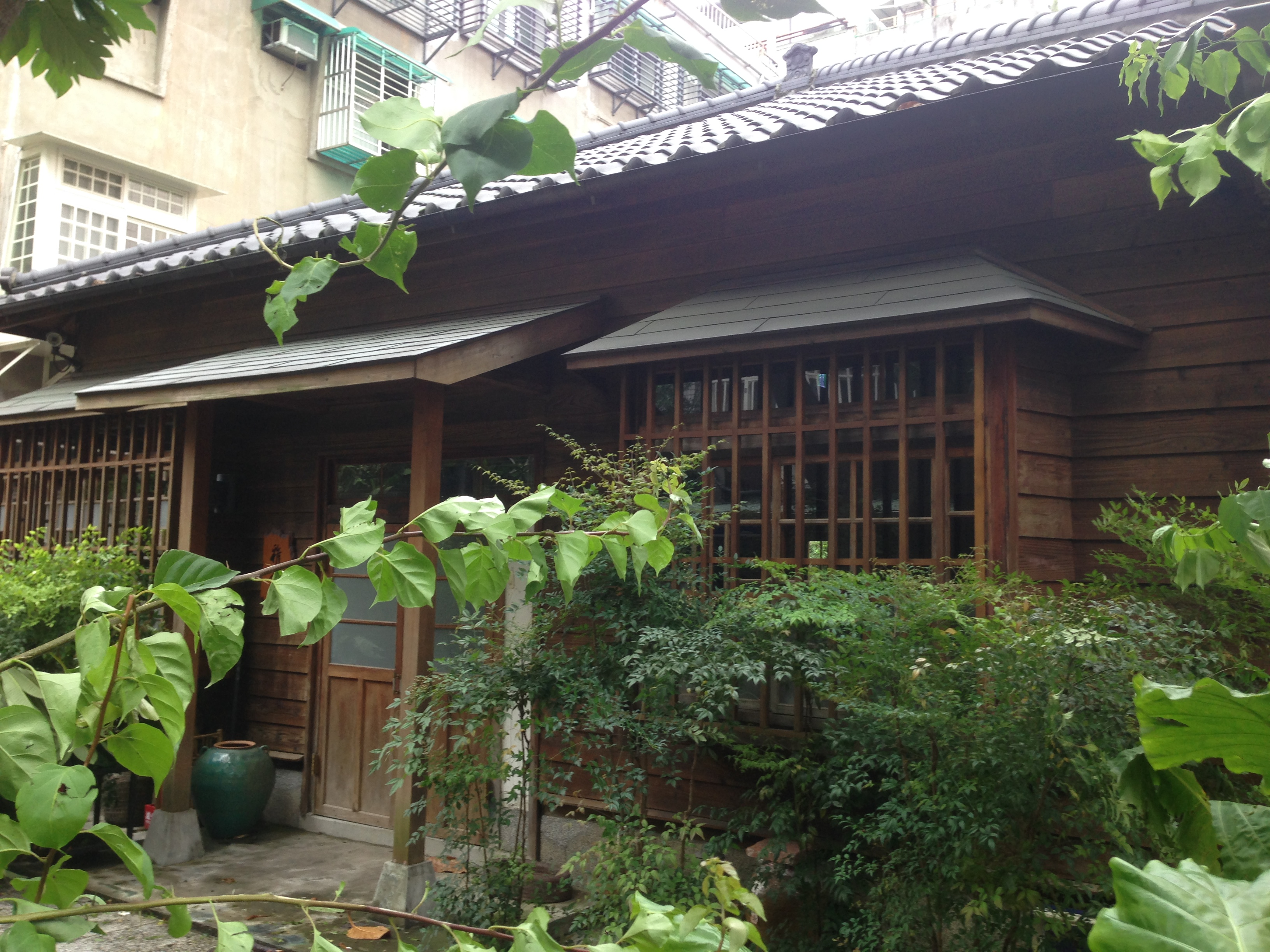
梁實秋的臺北故居

1949年5月因國共內戰移居臺灣，先後任國立編譯館館長、台灣省立師範學院英语系主任、國立臺灣師範大學文学院長、大同工業專科學校董事。1967年，梁自1930年開始規劃的翻譯《莎士比亞全集》的大型計劃終告完成，梁因此以一人之力首次完成整部全集的翻譯而著名。
此後，梁開始又一項巨大寫作項目——以中文編寫一部全面的英国文學史，1979年完成此三冊本的著作，同時還有三冊的中譯《英國文學選》。但梁實秋作爲文學家的聲譽則主要來自于他在1940年至1986年之間寫成的數百篇關於日常主題的散文，以《雅舍小品》為名結集出版。
1987年11月3日病逝于中華民國台北市。11月3日死訊傳到美國時，華文作家一片哀戚。

## 家庭
元配夫人程季淑，祖籍安徽绩溪，1927年2月与梁实秋结婚。育有三女一子。1974年4月30日，夫妇二人移居西雅图探亲期間，到附近市場採買午餐的食品時，被市場門前突然倒下的一條梯子擊中身亡；梁实秋悲痛不已，写下《槐园梦忆》纪念。
- 长女 梁文茜
- 次女（夭折）
- 長子 梁文骐（已於2007年7月病逝）
- 三女 梁文蔷

续弦韩菁清，原籍湖北黄陂，20世纪40年代中期出道成为影星歌星，曾报名参选于1946年举办的“上海小姐”评选活动。1974年与丧偶不久的梁实秋相识，并于翌年结婚，引发當時的社會議論。晚年热心于台海两岸交流事业。

## 著作
梁實秋的创作以散文最高，风格旷达，幽默风趣，读者广泛，影响很大。

### 散文集
- 《骂人的艺术》
- 《雅舍小品》（共四集）
- 《清华八年》
- 《秋室雜文》
- 《雷聲》
- 《社會》
- 《西雅图札记》
- 《看云集》
- 《梁实秋札记》
- 《白猫王子及其他》
- 《雅舍谈吃》
- 《雅舍杂文》
- 《雅舍散文》
- 《雅舍散文二集》
- 《雅舍情书》等。

### 其他
- 《雅舍尺牘》
- 《雅舍小說和詩》
- 《文藝批评论》
- 《浪漫的与古典的》
- 《偏见集》
- 《英國文学史》
- 《英国文学选》等

### 译作
- 《莎士比亞全集》
- 《阿伯拉與哀綠綺思的情書》
- 《結婚集》（原著為 August Strindberg的 Married）
- 《潘彼得》
- 《咆哮山莊》
- 《沉思录》
- 《西塞羅文錄》
- 《塵世情緣》（原著為喬治·艾略特的Mr. Gilfil's Love Story（英语：Mr. Gilfil's Love Story））

### 字典主編
- 《遠東英汉五用大字典》
- 《遠東新時代英漢辭典》

## 文化資產
梁實秋在青島、重慶北碚（雅舍）與臺北均有故居。

## 梁實秋文學獎
梁實秋文學獎是台灣首個以作家為名的文學獎項，由梁實秋的弟子、作家余光中所創辦。獎項由中華日報與行政院文建會共同設置，第一屆（1988）由中華日報副刊主辦，第二十一屆（2008）改由九歌文教基金會承辦，第二十六屆（2013）由國立臺灣師範大學主辦至今。

### 畫像
- 梁實秋 / 江啟明 (Kong Kai Ming)   Portrait Gallery of Chinese Writers (Hong Kong Baptist University Library 香港浸會大學圖書館)